# العين الثالثة (إسرائيل)
العين الثالثة أو عين هشلوشا (بالعبرية: עין השלושה) هي مستوطنة إسرائيلية في صحراء النقب الغربي، وكذلك ضمن منطقة غلاف غزة في إسرائيل. تقع ضمن إدارة مجلس إشكول الإقليمي.

## التاريخ
سميت المستوطنة تخليداً لذكرى 3 من الأعضاء المؤسسين الذين قتلوا خلال حرب 1948. أنشئت المستوطنة في الخمسينات من قبل مجموعة ناحال مكونة من شباب صهاينة من أمريكا الجنوبية ينتمون إلى حركة الشباب الصهيوني، على أراضي المستوطنة السابقة نفيه يائير، التي أنشئت في 1949 على يد شتيرن لكنها هُجِرت في يونيو 1950.
خلال سنواتها الأولى، تعرضت المستوطنة للقصف من قبل الجيش المصري. تقع المستوطنة بالقرب من حدود غزة مع خان يونس، وقد تعرضت بشكل منتظم لإطلاق النار من الجانب الفلسطيني خلال صراع إسرائيل وغزة في 2008. في 15 يناير 2008، قُتل متطوع إكوادوري، كارلوس تشافيز، برصاص قناص من حركة حماس أثناء عمله في الكيبوتس.
خلال الحرب على غزة 2014، أُطلق أكثر من 825 صاروخًا على مجلس إشكول الإقليمي حيث تقع المستوطنة. وفي بعض الحالات، تعرضت أسطح الأسبست للتلف بعد تعرضها لإطلاق الصواريخ.

### هجمات 2023
ضمن عملية طوفان الأقصى، تسلل حوالي 90 مسلحًا إلى المستوطنة، وقتلوا 4 مدنيين، ونهبوا وأحرقوا المنازل وأطلقوا النار عليها، بحسب الرواية الإسرائيلية. بعد إخلاء دام 5أشهر إلى إيلات، عاد سكان المستوطنة البالغ عددهم 320 نسمة، بما في ذلك 92 طفلاً، في مارس 2024.

## الاقتصاد
المستوطنة زراعية بشكل واسع، وتعتمد على تربية الدجاج الرومي وإنتاج الألبان. كما يوجد بها مصنع صغير لبتصنيع ملفات القوس الرافعة. في مارس 2006، عُثِر على مئات الديوك الرومية ميتة، مما أثار مخاوف من تفشي فيروس إنفلونزا الطيور في إسرائيل.

## معرض صور

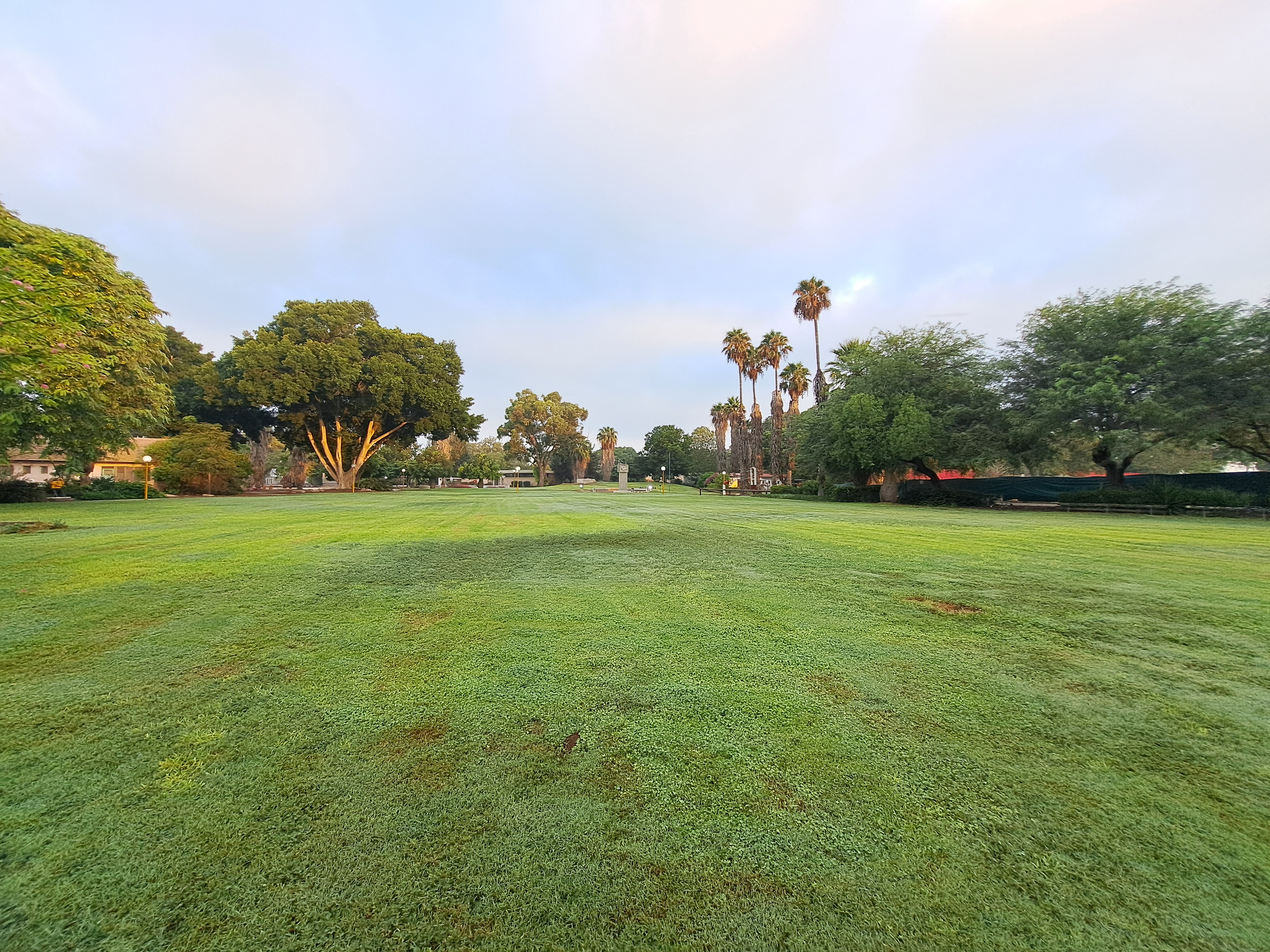
الحديقة الرئيسية في كيبوتس عين هشوله
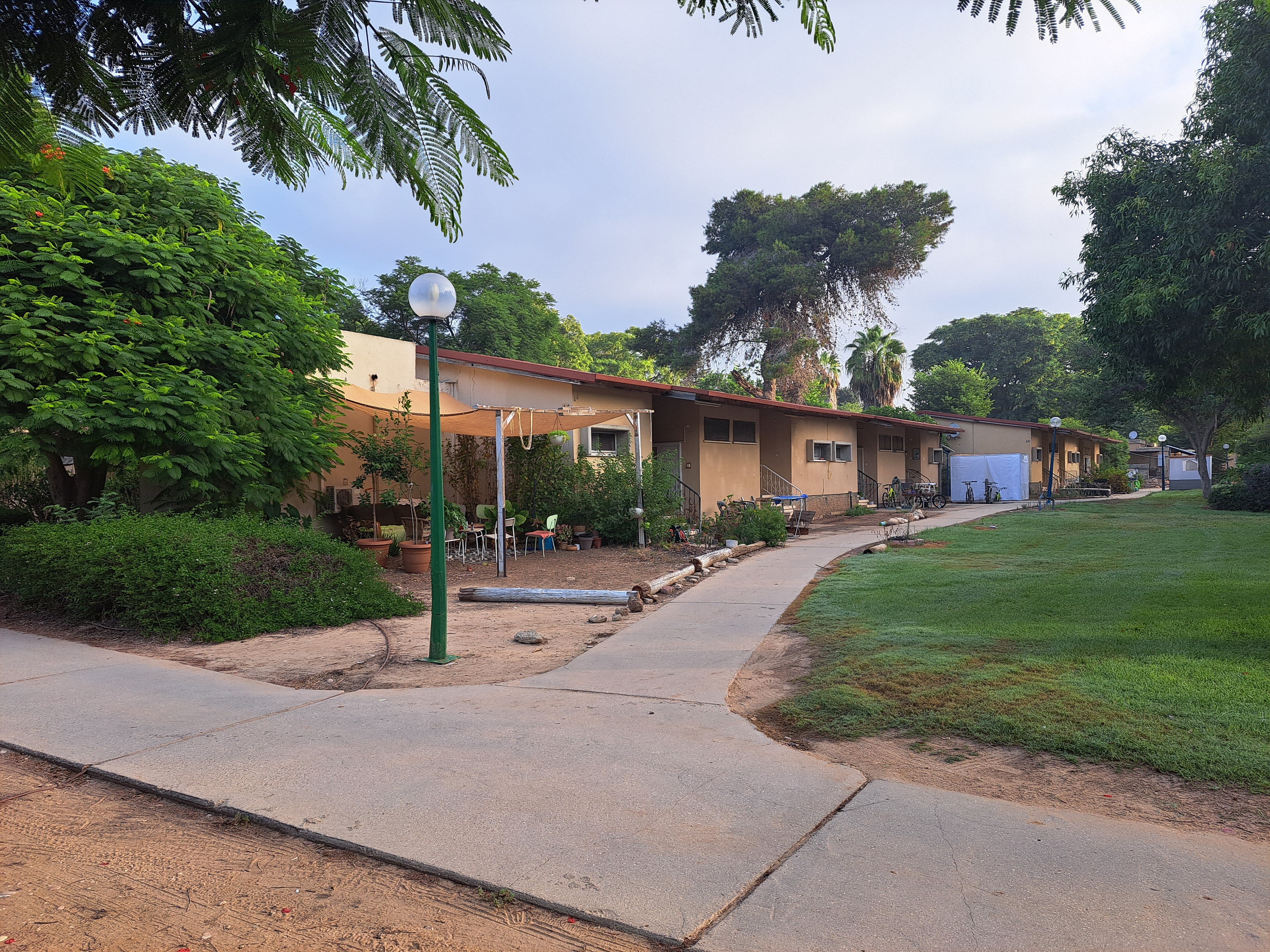
المساكن
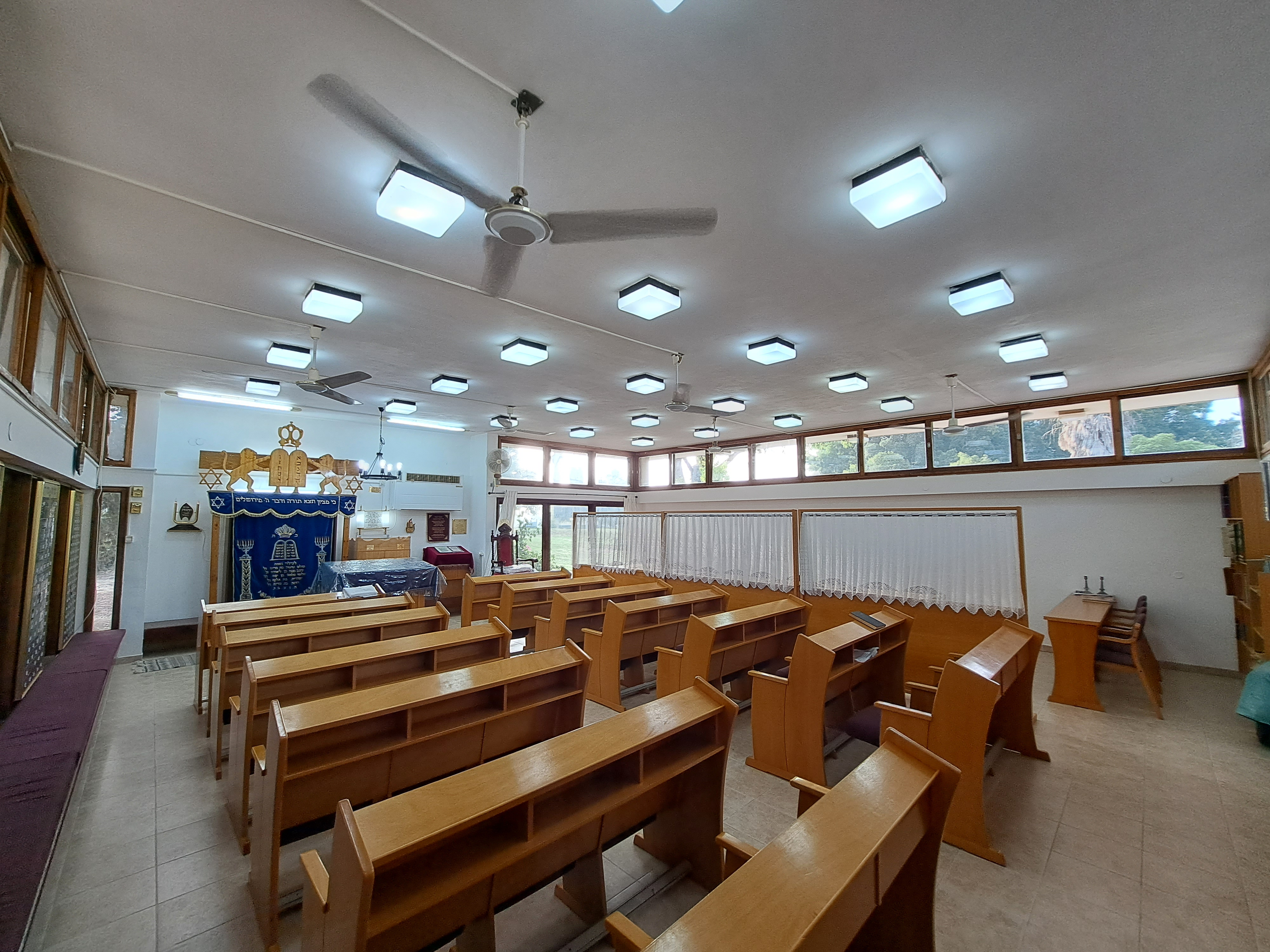
كنيس